# قائمة بالبحارنة
البحارنة هم إحدى المجموعات الإثنية العرقية المتنوعة في البحرين. فيما يلي قائمة بأسماء البحارنة البارزين.

## الأكاديميون
- علي آل أحمد: ناشط سياسي ومتحدث عام وباحث وكاتب بحريني.
- نظمي النصر: الرئيس السعودي المؤقت لجامعة الملك عبد الله للعلوم والتقنية.
- كمال اليحيى: جيوفيزيائي ومسؤول تنفيذي في شركة نفط.
- زينب بحراني: مؤرخة فنية عراقية.
- عبد الهادي خلف: ناشط سياسي يساري وأكاديمي بحريني.

## الممثلون
- علي السبع: ممثل سعودي.

## المدونون
- علي عبد الإمام: مدون بحريني ومساهم في الأصوات العالمية.[1]
- محمود اليوسف: مدون بحراني وناشط سياسي.[2]

## التجار
- مهدي التاجر: رجل أعمال إماراتي ومقره في المملكة المتحدة.[3]
- يارا سلمان: امرأة أعمال بحرينية.[1]

## المخرجون
- رامين باهراني: مخرج وكاتب سيناريو أمريكي إيراني.
- شهريار بحراني: مخرج سينمائي إيراني.

## الصحفيون
- منصور الجمري: نجل الزعيم الروحي للبحرين عبد الأمير الجمري.

## الموسيقيون
- محمد حداد: ملحن وناقد موسيقي.
- مجيد مرهون: عازف على ساكسفون وناشط سياسي يساري سابق مع جبهة التحرير الوطني - البحرين.
- ماجد المسقطي: مغني كون ثنائيا مع الكندي ماجد جوردان في موسيقى ريذم أند بلوز.

## الفلاسفة
- كمال الدين ميثم البحراني: فيلسوف شهير في القرن الثالث عشر.

## الشعراء والكتاب
- إبراهيم العريض: أحد أعظم الشعراء في البحرين والخليج العربي.
- ثريا العريض: ابنة إبراهيم العريض.
- علي الجلاوي: شاعر وباحث وكاتب.
- آيات القرمزي: شاعرة.
- محمد حسن كمال الدين: وزير سابق ودبلوماسي السابق وشاعر ومؤرخ وكاتب وباحث بحريني.

## السياسيون
- عبد الواحد العبد الجبار: ناشط سياسي سعودي.
- مجيد العلوي: وزير العمل السابق في البحرين.
- جواد العريض: أول نائب رئيس وزراء شيعي في البحرين.
- نزار البحارنة: وزير الدولة للشؤون الخارجية السابق في البحرين.
- عبد الأمير الجمري: الزعيم الروحي للبحارنة.
- عبد الهادي الخواجة: ناشط بحريني في مجال حقوق الإنسان ومضرب عن الطعام.
- معصومة المبارك: أول وزيرة في الكويت.
- نمر النمر: الزعيم الروحي في الاحتجاجات السعودية 2011 - 2013.
- حسين القلاف: عضو مجلس الأمة الكويتي.
- ندى حفاظ: أول وزيرة في البحرين عندما عينت وزيرة للصحة.
- حسن مشيمع: ناشط سياسي بحريني.
- عيسى قاسم: الزعيم الروحي لجمعية الوفاق الوطني الإسلامية أكبر حزب معارض في البحرين. كان زعيما ومؤسسا لمؤسسة التوعية الإسلامية.
- نبيل رجب: ناشط بحريني في مجال حقوق الإنسان.
- علي سلمان: قائد أكبر حزب سياسي في البحرين.

## المتمردون
- أبو البهلول العوام: عضو قبيلة عبد القيس التي طردت القرامطة من البحرين.
- سيد شبر الستري: حاول تنفيذ انقلاب في عام 1895 إلا أنه فشل بسبب نقص الدعم من رجال الدين الشيعة.
- الشيخ محمد بن الحسن بن رجب : نظم المقاومة ضد الاحتلال البرتغالي لبلاده والتي استمرت من 1521 – 1602م. يقول السماهيجي في ترجمته للشيخ محمد بن حسن بن رجب: وهو أول من صلى الجمعة في البحرين بعد تحريرها على يد الدولة الصفوية

## الشخصيات الدينية

### آيات الله العظمى
- أحمد بن زين الدين الأحسائي: مؤسس مدرسة الشيخي للفكر.
- ميثم البحراني: رجل دين شيعي شهير في القرن الثالث عشر.
- يوسف البحراني: رجل دين شيعي شهير في القرن الثامن عشر.
- علاء الدين الغريفي: مرجع شيعي عراقي.
- صالح الكرزكاني: رجل دين شيعي شهير في القرن السابع عشر.
- عباس حسن المهري: رجل دين شيعي شهير في القرن العشرين.
- عبد الله السماهيجي: رجل دين شيعي شهير في القرن الثامن عشر.

## الرياضة
- سيد محمد عدنان: لاعب كرة قدم بحريني.
- حمد الفردان: سائق سباقات بحريني.
- طارق الفرساني: لاعب كمال أجسام بحريني.
- حسين علي: لاعب كرة قدم بحريني.
- حسين السبع: لاعب قوى سعودي.
- حسين الصادق: لاعب كرة قدم سعودي.
- جمال الصفار: عداء سعودي.
- عباس عياد: لاعب كرة قدم بحريني.
- علاء حبيل: لاعب كرة قدم بحريني.
- محمد حبيل: لاعب كرة قدم بحريني.[4]
- سيد محمد جعفر: لاعب كرة قدم بحريني.
- عباس أحمد خميس: لاعب كرة قدم بحريني.
- أحمد العبندي : لاعب كرة قدم سعودي
- محمد ال فتيل : لاعب كرة قدم سعودي
- علي لاجامي : لاعب كرة قدم سعودي
- حسين سلمان: لاعب كرة قدم بحريني.

## مزيد من القراءة
- الإمبراطوريات المتنافسة للتجارة والإمامية الشيعية في شرق شبه الجزيرة العربية، 1300-1800, خوان كول, المجلة الدولية لدراسات الشرق الأوسط، الجزء 19, الرقم 2, (مايو, 1987), الصفحة;177–203

## وصلات خارجية
- انتفاضة البحرين عام 1922 في البحرين